# Cándido Saseta Echebarría

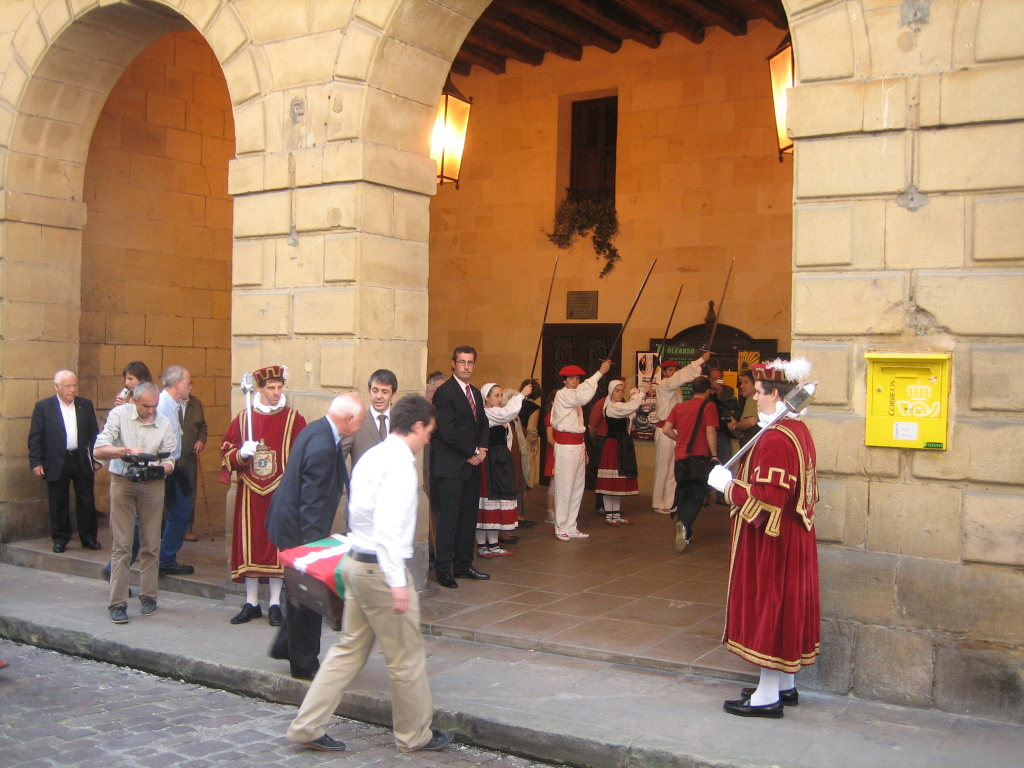
Homenatge a Cándido Saseta a l'ajuntament d'Hondarribia, abril de 2008

Cándido Saseta Echebarría (Hondarribia, Guipúscoa, 12 de desembre 1904 - 23 de febrer de 1937) fou un militar basc, comandant de l'Exèrcit Basc que havia participat activament en la seva creació en començar la guerra civil espanyola.
El 1919 va ingressar a l'Acadèmia Militar d'Intendència d'Àvila on hi assolí la graduació de capità d'enginyers, i fou destinat al quartel de Vitòria, on ocupava el càrrec de capità d'intendència. En produir-se l'alçament militar de juliol de 1936 decidí mantenir-se fidel a la república i marxà a Loiola, on fou nomenat comandant dels voluntaris nacionalistes bascos que s'hi havien aplegat. Fou nomenat cap militar de la comandància d'Azpeitia, i en contacte amb el nou Govern d'Euzkadi acordaren la creació de l'"Eusko Gudarostea", amb uns efectius inicials de 600 individus. Després de la retirada republicana de Guipúscoa fou nomenat membre del Comitè Militar de l'Eusko Gudarostea amb Manuel de Irujo, José María Lasarte Arana, Telesforo de Monzón, Lino Lazkano, Miguel Alberdi i Salvador Aldano. Fou el principal organitzador de la línia de Lekeitio a Otxandio que va assolir frenar l'avanç de les brigades nacionals.
El gener de 1937 va ser nomenat finalment comandant de l'"Euzko Gudarostea". Al febrer d'aquest any José Antonio Aguirre Lekube el posà al capdavant de les brigades basques (Euzko Indarra, formada amb militants d'Amaiur, ANB i PNB) per tal d'alliberar Astúries. Va morir en combat vora d'Areces (Trubia) en atacar una posició enemiga quan intentaven recuperar Oviedo de mans dels nacionals. Fou enterrat a una cuneta juntament amb un centenar de gudaris, un indret anomenat pradón de los vascos. El govern basc li va organitzar un funeral d'estat i un dels batallons nacionalistes bascos va dur el seu nom.
El 1999 Olagarro i Muara, dues societats d'Hondarribia, decidiren reivindicar la seva memòria. El 2004 se celebrà el seu centenari, marcat per les divisions polítiques d'Euskadi. El 2006, després d'una visita a Areces, les dues societats es posaren en contacte amb la Sociedad Aranzadi per tal que intentés recuperar el seu cos. El 14 de març de 2008 la Sociedad Aranzadi va identificar el seu cadàver gràcies a la informació d'un veí del lloc, Ramón Valdés (87 anys), que recordava on havien estat enterrats els soldats i que Saseta fou despullat i enterrat a part dels seus homes (era l'únic que duia uniforme militar). Un cop recuperades les seves despulles, foren dutes a Euskadi i enterrades a Gernika amb tots els honors el 26 d'abril de 2008.